# 바빌로니아 전쟁
바빌로니아 전쟁(Babylonian War, 기원전 311년 - 기원전 309년)은 디아도코이 전쟁의 일환으로 안티고노스 1세와 셀레우코스 1세 사이에서 싸운 전쟁이다.

## 배경
기원전 323년에 알렉산더 3세 (대왕)의 사후, 제국은 후계자들(디아도코이)의 권력과 영토 쟁탈전으로 인해 분열되었고 극심한 세력 다툼이 일어났다. 그 과정에서 디아도코이 중 한 명인 안티고노스는 소아시아에서 시리아를 포함, 제국의 동쪽에 이르는 큰 세력을 구축했다. 이것은 다른 디아도코이, 프톨레마이오스(이집트 태수), 카산드로스(제국의 섭정, 마케도니아 본국의 지배자), 리시마코스(트라키아 태수) 등에게 경계심을 품게 했다. 또한 안티고노스의 동맹자였던 바빌로니아 태수 셀레우코스는 안티고노스에 의해 영토를 빼앗기고 바빌론을 탈출하여 이집트의 태수 프톨레마이오스에게로 도망쳤다.
기원전 312년, 셀레우코스를 동반한 프톨레마이오스는 안티고노스가 그리스 공략을 위한 거점으로 삼고 있는 시리아를 침공한다. 그들은 아버지 대신 시리아를 맡고 있던 안티고노스의 아들 데메트리오스를 〈가자 전투〉에서 물리쳤다. (이때 셀레우코스 대신 안티고노스가 바빌로니아 태수로 임명한 페이톤이 전사했다.) 데메트리오스의 구원 요청을 받은 안티고노스는 스스로 시리아에 가서 프톨레마이오스와 대치했다. 셀레우코스는 이 틈을 타서 자신의 영토를 회복하려고 생각하고, 프톨레마이오스에게 병사를 받아 바빌론으로 향했다. 그러나 이때 셀레우코스에게 맡긴 병사는 겨우 보병 800여명, 기병 200기였다.

## 전투
우선 셀레우코스는 메소포타미아의 카라이(오늘날 하란)로 향하고, 이곳의 마케도니아인을 우방으로 이어 바빌론에 도착했다 (기원전 311년 5월). 예전에 셀레우코스가 선정을 베풀었기 때문에 주민들은 일제히 그에게 협력했다. 안티고노스의 부하들이 장군 디피로스를 보호하기 위해 요새로 대피했지만, 셀레우코스에 의해 빠르게 공략당했다. 이렇게 바빌로니아를 회복한 셀레우코스는 다가올 안티고노스와의 대결을 위해 군대를 모으기 시작했다.
셀레우코스를 이길 수 있도록, 안티고노스는 부하인 메디아의 태수 니카노르와 아레이아 태수 에우아고라스에게 보병 10000명, 기병 7000기로 이루어진 군대를 보내 쳐들어 가게 했다. 그에 반해, 셀레우코스의 수중에 있던 병력은 보병 3,000명과 기병 400기 밖에 없었다. 그래서 셀레우코스는 티그리스강변에서 매복하여 적이 야영하며 방심했을 때 야습을 감행하여 산산히 격파했다. 에우아고라스는 쓰러져 패주한 니카노르가 약간의 병사와 함께 도망갔다고 안티고노스에 구원을 요청하는 편지를 썼다. 그러나 아피아노스는 니카노르는 전사했다고 전하고 있다. 여세를 몰아 셀레우코스는 수시아나와 메디아를 병탄했다.
니카노르에게서 편지를 받고 안티고노스는 데메트리오스 폴리오르케테스에게 보병 15,000명, 기병 4000기를 주어 셀레우코스를 토벌하기 위해 바빌로니아로 보냈다. 기원전 310년 봄, 데메트리오스는 시리아 다마스코스에서 바빌로니아로 향했다. 한편, 셀레우코스 의해 바빌로니아 방위를 맡고 있던 장군 파토로쿠레스는 주민을 대피시키고, 셀레우코스에 구원을 호소하면서 데메트리오스에 항전했다. 그 후, 데메트리오스는 바빌론에 입성했지만, 수비군의 계속되는 저항때문에 요새의 포위에 시간을 많이 소모했고 결국 귀환해야 할 시기가 다가 왔기 때문에 부하 장군 아루케라오스 보병 5000명, 기병 1000기와 함께 떠나 스스로 시리아에 돌아갔다. 결국, 데메트리오스는 셀레우코스를 쫓아내야 하는 목적을 달성할 수 없었다. 이어 셀레우코스는 스스로 군대를 이끌고 온 안티고노스를 새벽에 기습하여 승리를 거두었다. 이렇게 셀레우코스는 안티고노스의 공격을 모조리 좌절시키고 자신의 영토를 지켜내기에 성공한 것이다.

## 결과
이 전쟁에서 패배하여 안티고노스는 바빌로니아, 메소포타미아, 메디아 동쪽의 영토를 셀레우코스로부터 조기에 탈환하는 것을 단념할 수 밖에 없었다. 그리하여 안티고노스가 염원하던 알렉산더 제국의 통일 야망은 크게 후퇴해야 했다.
또한 안티고노스가 셀레우코스와 싸우는 동안 이집트의 프톨레마이오스가 동부 지중해에서 득세를 했기 때문에 배후를 위협받는 것을 두려워했던 안티고노스는 프톨레마이오스와의 전투를 우선하게 되었다.(살라미스 해전, 로도스 공성전) 안티고노스의 위협이 일단 줄어들자 셀레우코스는 그 사이에 더 동쪽으로 세력을 확대 센트, 기원전 305년에 동방 원정을 시작하지만, 인더스강 유역에서 찬드라굽타 마우리아(그리스인의 설명에서는 산드로코트스와 불린)가 이끄는 마우리아 제국의 압도적인 대군과 조우했다.(셀레우코스-마우리아 전쟁)
이에 따라 셀레우코스 인도 방면으로 원정을 포기하고 찬드라굽타와 협정을 맺었다. 이 협정에서 셀레우코스 인도 부근의 영토(아레이아, 아라코시아, 게도로시아, 파로파미소스)를 할양하고 셀레우코스의 딸을 찬드라굽타의 아들 빈두사라(그리스의 설명에서는 아미토로카테스로 불렸다)에게 출가시키는 대신 500 마리 전투코끼리를 받아 전력을 보강했다. 이 전력은 이후 〈이프소스 전투〉에서 큰 역할을 하게 된다. 한편, 안티고노스가 동부 지중해에서 전투의 판도를 가름하자, 그의 세력의 확대를 두려워 하는 디아도코이들은 반 안티고노스 동맹을 맺는데 합의했다. 동방에서 귀환한 셀레우코스는 그 핵심을 담당하게 되었다.
결과적으로 바빌로니아 전쟁에서 안티고노스가 셀레우코스를 쫓아내지 못한 것은 기원전 301년의 〈이프소스 전투〉에서 안티고노스의 대패로 연결되었고, 알렉산더 제국의 분열을 결정하게 된 것이다.